# Алжир на зимових Олімпійських іграх 2010
Алжир на зимових Олімпійських іграх 2010 представлений одним спортсменом (Мехді Селім Халіфі), який виступає у лижних перегонах.

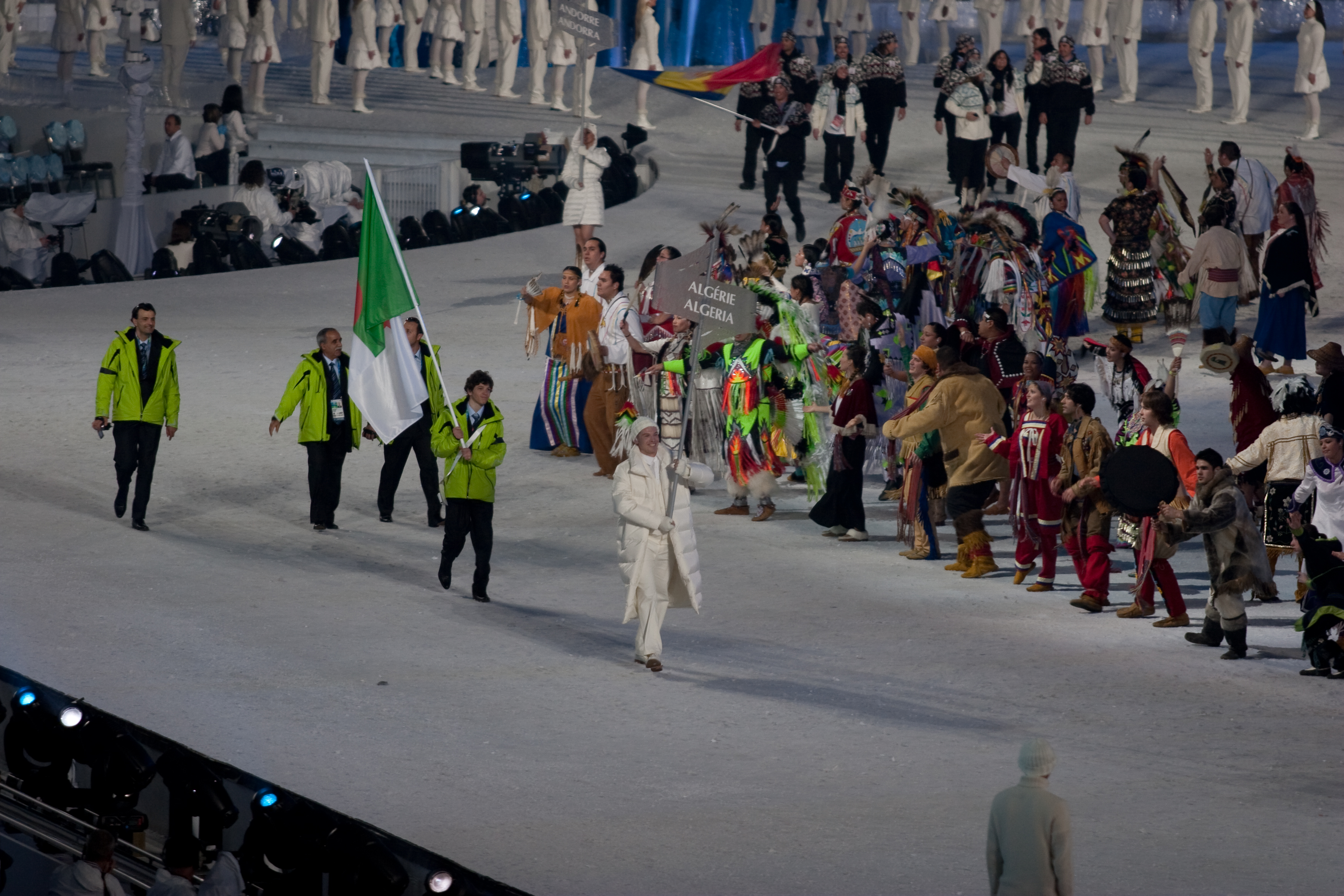
Збірна Алжиру під час Параду націй на церемонії відкриття Олімпіади